# Frankeina
Frankeina es un género de foraminífero bentónico considerado un sinónimo posterior de Triplasia de la subfamilia Flabellammininae, de la familia Lituolidae, de la superfamilia Lituoloidea, del suborden Lituolina y del orden Lituolida. Su especie tipo era Frankeina goodlandensis. Su rango cronoestratigráfico abarcaba el Cretácico superior.

## Discusión
Clasificaciones previas hubiesen incluido Frankeina en el suborden Textulariina del orden Textulariida, o en el orden Lituolida sin diferenciar el suborden Lituolina.

## Clasificación
Frankeina incluía a la siguiente especie:
- Frankeina acutovarinata †
- Frankeina beisseli †
- Frankeina commutata †
- Frankeina crassa †
- Frankeina goodlandensis †
- Frankeina dahindensa †
- Frankeina kimeridensis †
- Frankeina rugosissima †
- Frankeina taylorensis †